# Syllis jorgei
Syllis jorgei är en ringmaskart som beskrevs av San Martín och López 2000. Syllis jorgei ingår i släktet Syllis och familjen Syllidae. Inga underarter finns listade i Catalogue of Life.